# کاسیبیان
کاسِیبیان (انگلیسی: Kasabian) گروه موسیقی راک انگلستانی است که سال ۱۹۹۷ در لستر شکل گرفت. این گروه تا سال ۲۰۱۷ شش آلبوم استودیویی منتشر کرده و سبک موسیقی آن را غالباً ایندی راک توصیف کرده‌اند.